# Бугенхаген, Иоганн
Иога́нн Бугенха́ген  (нем. Johannes Bugenhagen), Померанус, доктор Поммер, 24 июня 1485, Волин (ныне Польша) — 20 апреля 1558, Виттенберг) — один из самых видных соратников Мартина Лютера.

## Биография
Иоганн Бугенхаген родился в 1485 году в померанском городе Волин. Изучал с 1502 года богословие и гуманитарные науки в Грейфсвальде и уже в 1503 году был назначен ректором Школы в Трептове. По поручению герцога Богуслава X он написал первую историю Померании — «Pomerania» (Грейфсвальд, 1728; новое изд., Фогта, там же, 1857).
Под сильным впечатлением от сочинения М. Лютера «О вавилонском пленении Церкви», Бугенхаген в 1521 году отправился в Виттенберг и здесь читал лекции о Псалмах, которые вышли в 1524 году под заглавием «Interpretatio in librum psalmorum» (Базель). Назначенный ещё в 1523 году священником городской церкви, Бугенхаген стал в 1528 году профессором библейской экзегетики в Виттенбергском университете. В спорах о причащении он участвовал горячим полемическим сочинением против У. Цвингли (1525). При переводе Библии он был одним из самых ревностных помощников Лютера и перевёл его Библию для Нижней Саксонии на нижненемецкий язык (Любек, 1533).
Но главная заслуга Бугенхагена состоит в том, что он с большим успехом установил церковные порядки на реформационных основоположениях в ряде городов: Брауншвейге, Гамбурге, Любеке, Бремене, Гёттингене, Оснабрюке и других. В 1534 году Бугенхаген провёл Реформацию в Померании, а в 1537 году отправился с той же целью в Данию, где он также трудился над восстановлением университета в Копенгагене и был в нём 1-м ректором и преподавателем богословия. C 1539 года — суперинтендент Саксонии. В 1542 году он ввёл те же церковные порядки в Шлезвиг-Гольштейне, а в 1543 году посетил церкви в Гильдесгейме и Брауншвейге. С этого времени он оставался на своём служебном посту в Виттенберге.
С Лютером Бугенхаген оставался в дружбе до конца и произнёс над ним в 1546 году надгробную проповедь. Умер в 1558 году.
Некоторые источники сообщают, что он был еще и известным экзорцистом.